# CEmt
CEmt är en sovvagnsmodell som byggdes av Böle maskinverkstad år 1970 till 1984 och används av det finska järnvägsföretaget VR i dess nattåg.

## Historia
I slutet av 1960-talet var alla sovvagnar i Finland trävagnar, som fortfarande tillverkades på 50-talet. Det fanns ett behov av nya moderna sovvagnar. CEmt-sovvagnens modell baserade sig på de så kallade blåa vagnarnas modell på stålkaross, men med flera modifikationer. Den första serien på 41 vagnar tillverkades i början av 70-talet. År 1979 uppdaterades modellen något, bland annat karossens konstruktion och interiören uppdaterades. Dessa vagnar tillverkades i två omgånger fram till 1984. I och med de nya Edm-sovvagnarnas introduktion år 2005 togs den äldre serien vagnar ur bruk helt. De kvarvarande sovvagnarna, alla av nya serien, förnyades under 2000-talet något. Dock är fortfarande majoriteten av interiören ursprunglig.
CEmt är den äldsta passagerarvagnsmodellen som fortfarande är i bruk av VR (Sm2-elmotorvagnstågen är några år äldre), och är även den sista modellen passagerarvagn som inte är målad enligt VR:s grön-vita färgschema och den sista med konventionella dörrar som öppnas för hand. I och med att den tredje tillverkningsserien av Edm-vagnar introducerats år 2024 kommer de sista CEmt-vagnarna stegvis tagas ur bruk. De sista vagnarna kommer preliminärt enligt VR trafikera in på 2030-talet.

### Konvertering till andra vagnstyper
Flera CEmt-vagnar har konverterats till andra vagnar för olika ändamål. Nr. 24087 konverterades år 2014 till littera Emx för användning av VR:s egna godstrafik som bemanningsvagn. Inga större förändringar på vagnen gjordes. 24115 konverterades år 1990 till en "salongsvagn". I ena halvan av vagnen togs hytterna bort och på platsen byggdes en salong med bord och stolar och ett kök. Vagnen, tillsammans med en närapå identisk kopia som byggts upp från början, användes av VR i beställningstrafik fram till 2010-talet.

### Användning utanför VR
Inom de senaste åren har många vagnar köps av privata aktörer eller museiföreningar. Haapamäki ånglokomotivpark har två CEmt-vagnar, nr. 24113 och 24114, som används för övernattning på parkområdet.

## Egenskaper
En CEmt-vagn har sex ytterdörrar; två på varje sida och två i bägge ända. Samtliga dörrar är av VR:s gamla dörrmodell som öppnas för hand. Taket har inte korrugerade fåror som på andra blåa vagnar. Taket är även högre än konventionella blåa vagnar, för att rymma tre bäddar på varandra inuti vagnen. Två toaletter finns i vagnen, en större och en mindre. Dessa toaletter representerar den traditionella typen där spolas avfallet då ut på spåret. Den ena toaletten är mindre för att rymma oljevärmaren i ena ändan av vagnen. 

Alla hytter utom en har tre bäddar på varandra, en hytt har endast två. Hytterna har även en liten lavoar och förvaringsskåp med spegel.

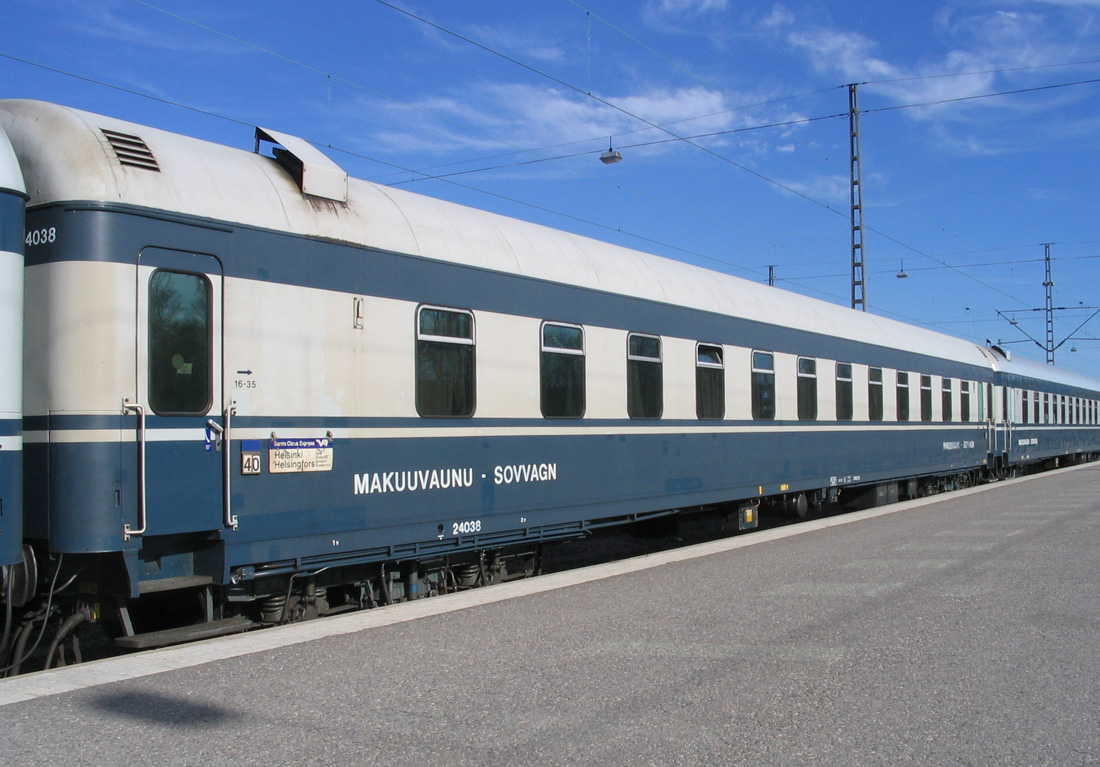
Äldre seriens vagn
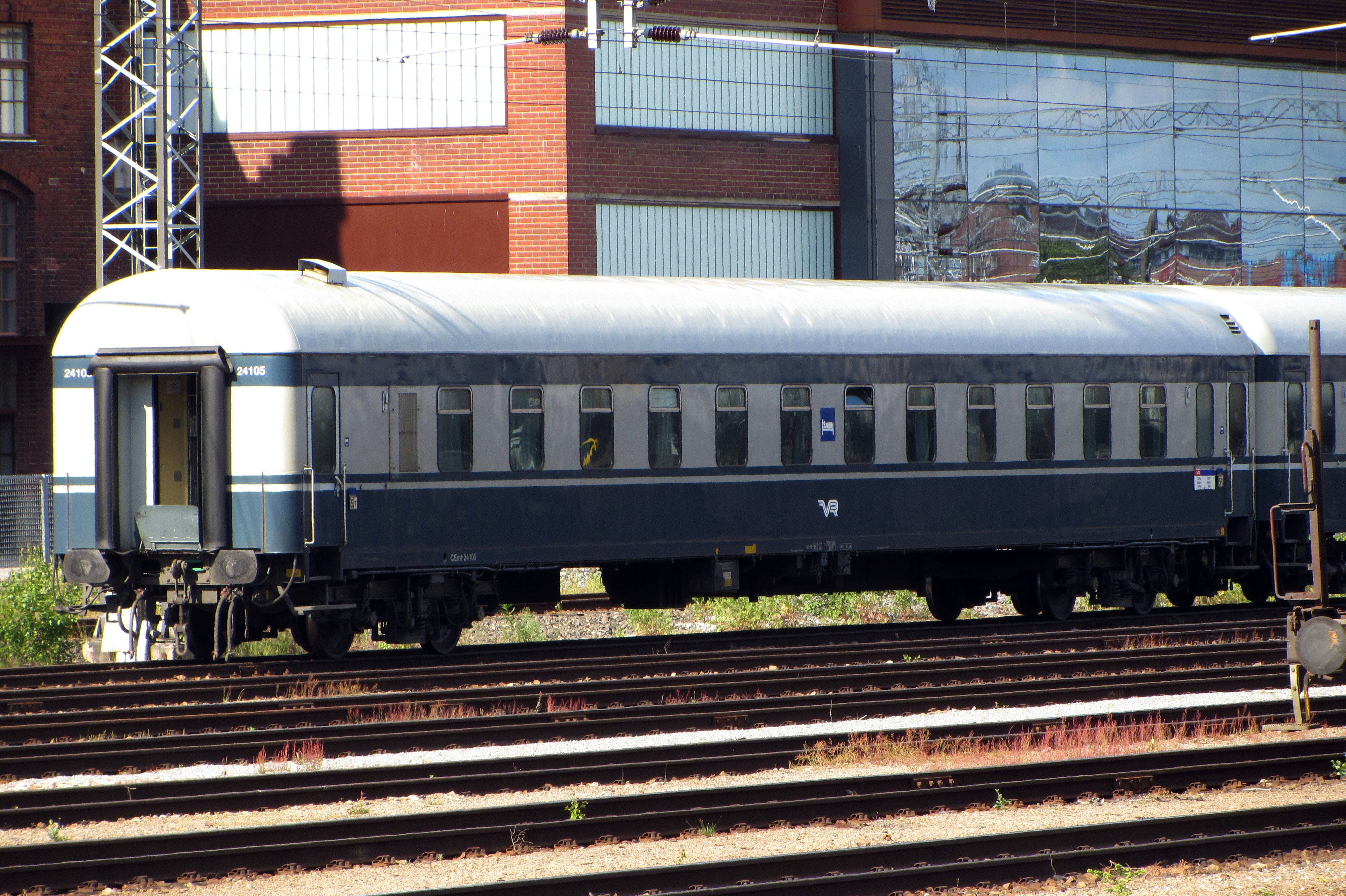
Nyare seriens vagn
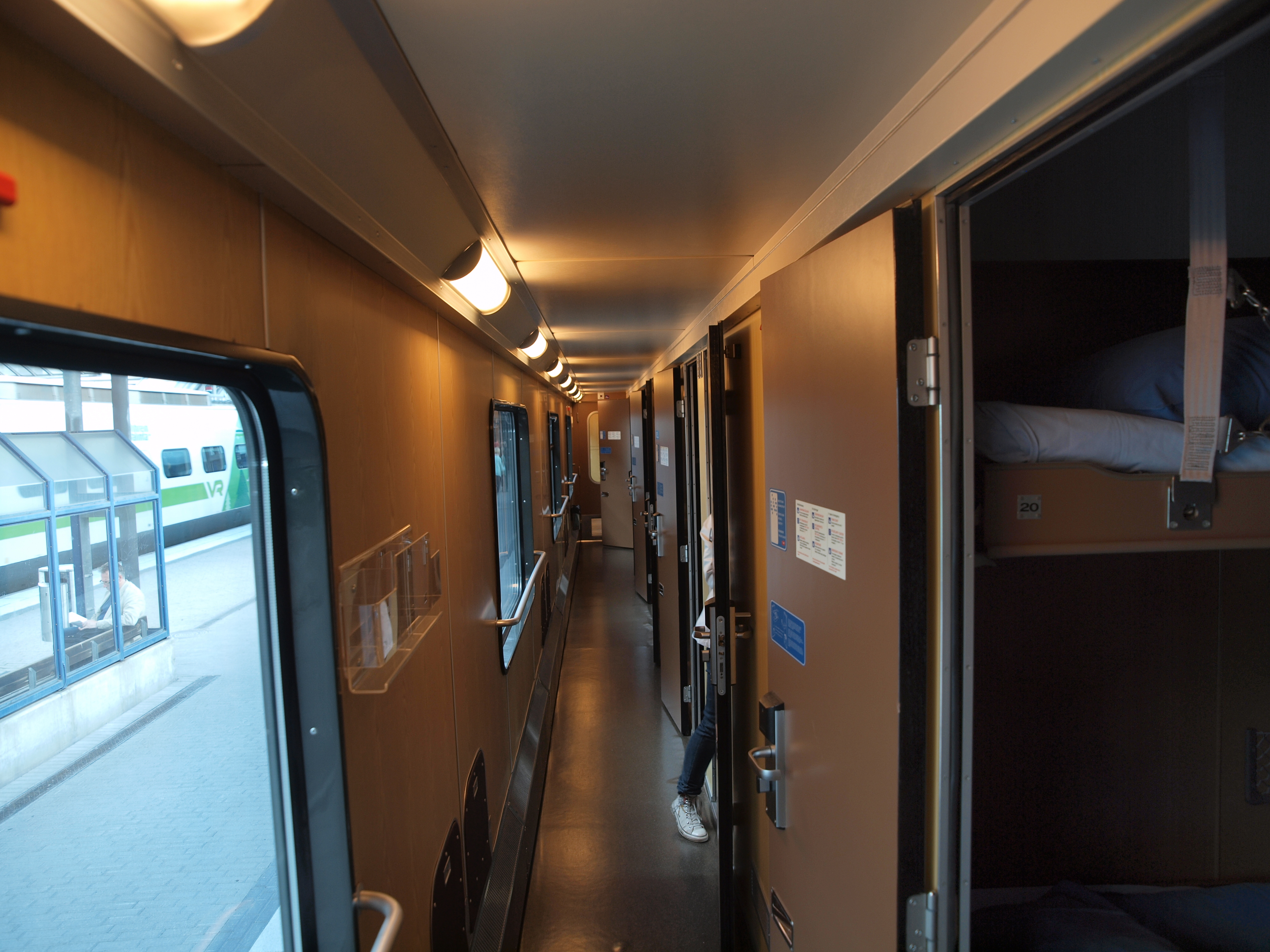
Korridor på nyare seriens vagn
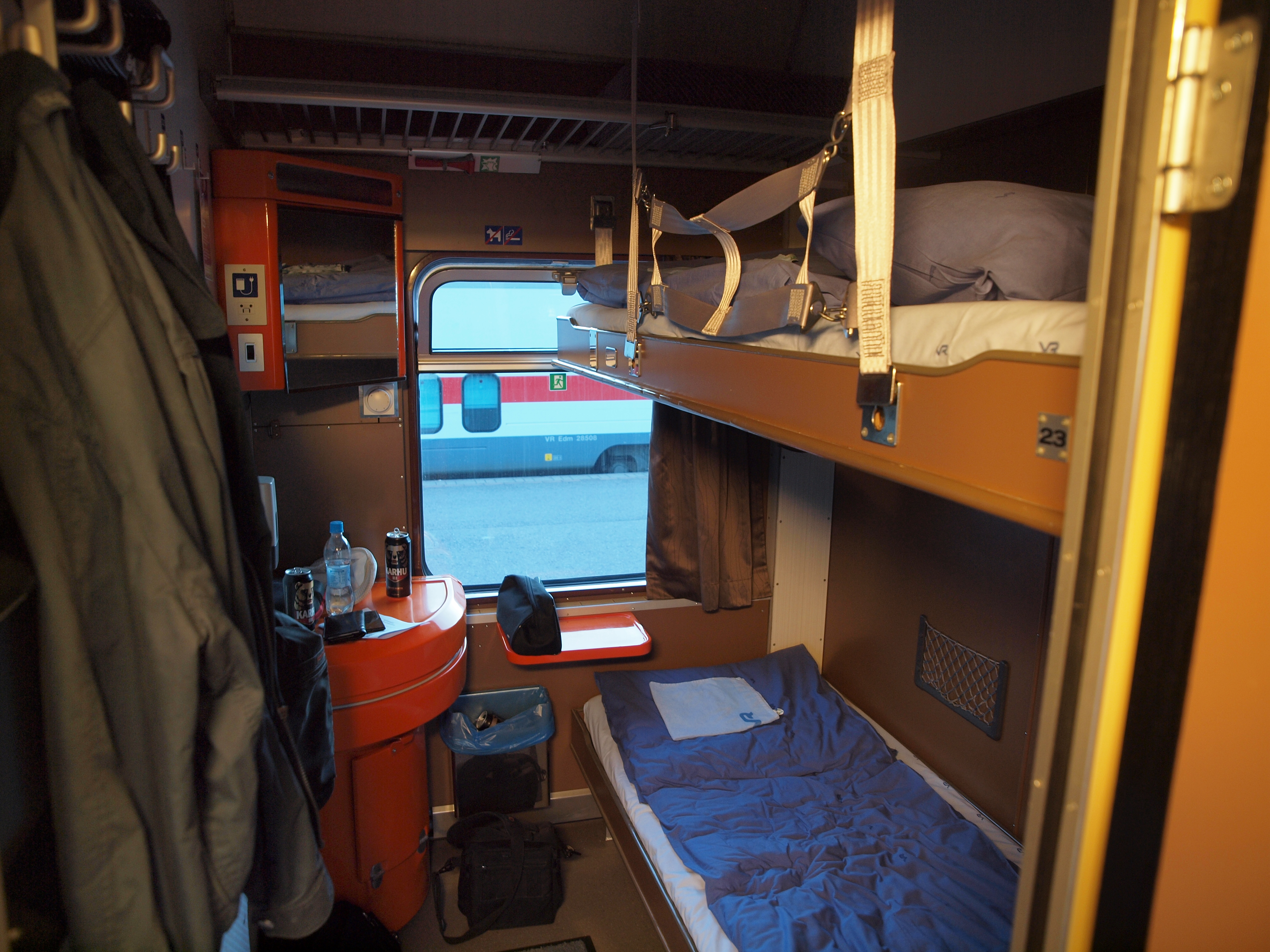
Sovhytt i nyare seriens vagn
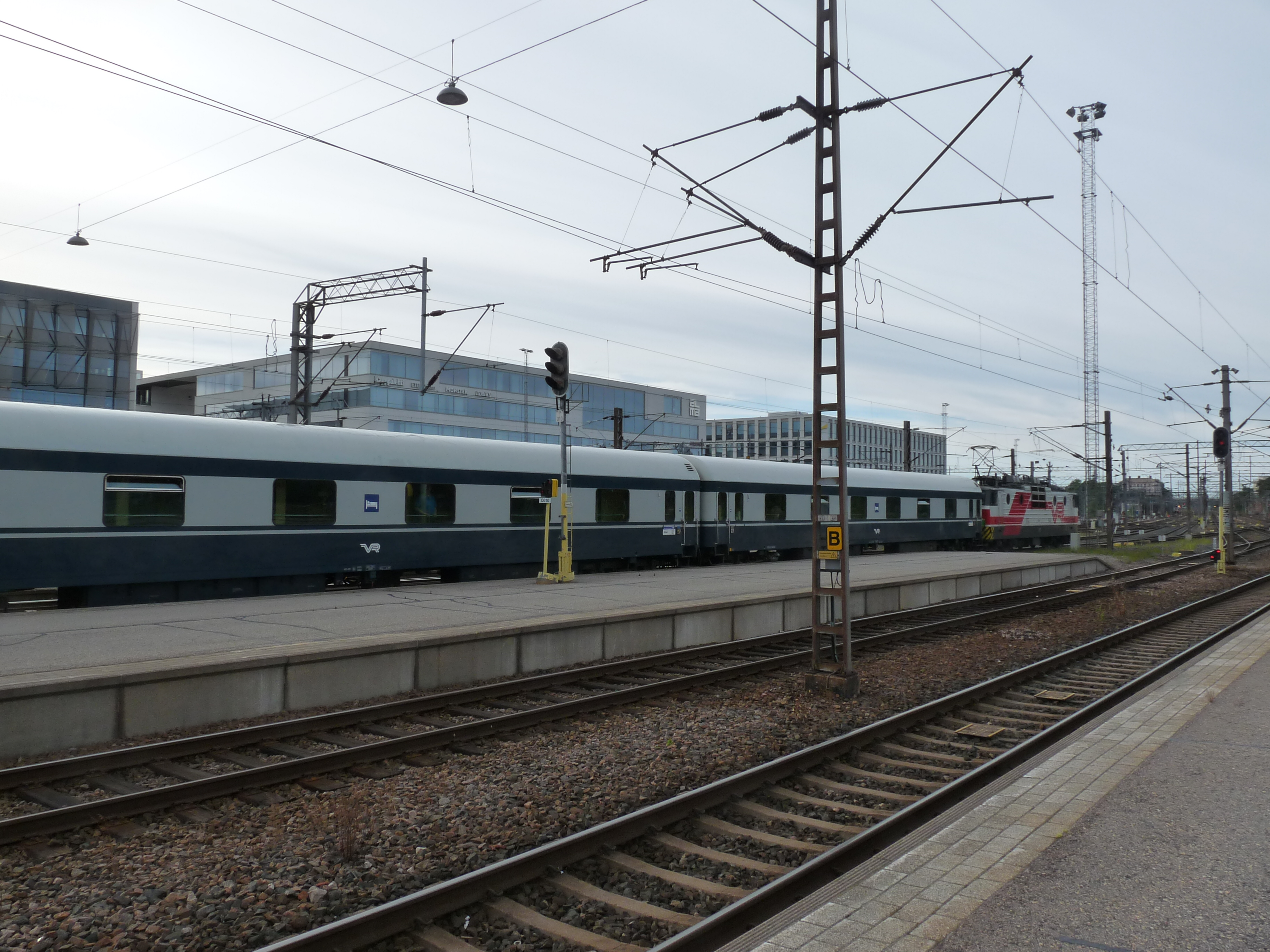
Flera CEmt-vagnar i ett nattåg på Helsingfors järnvägsstation
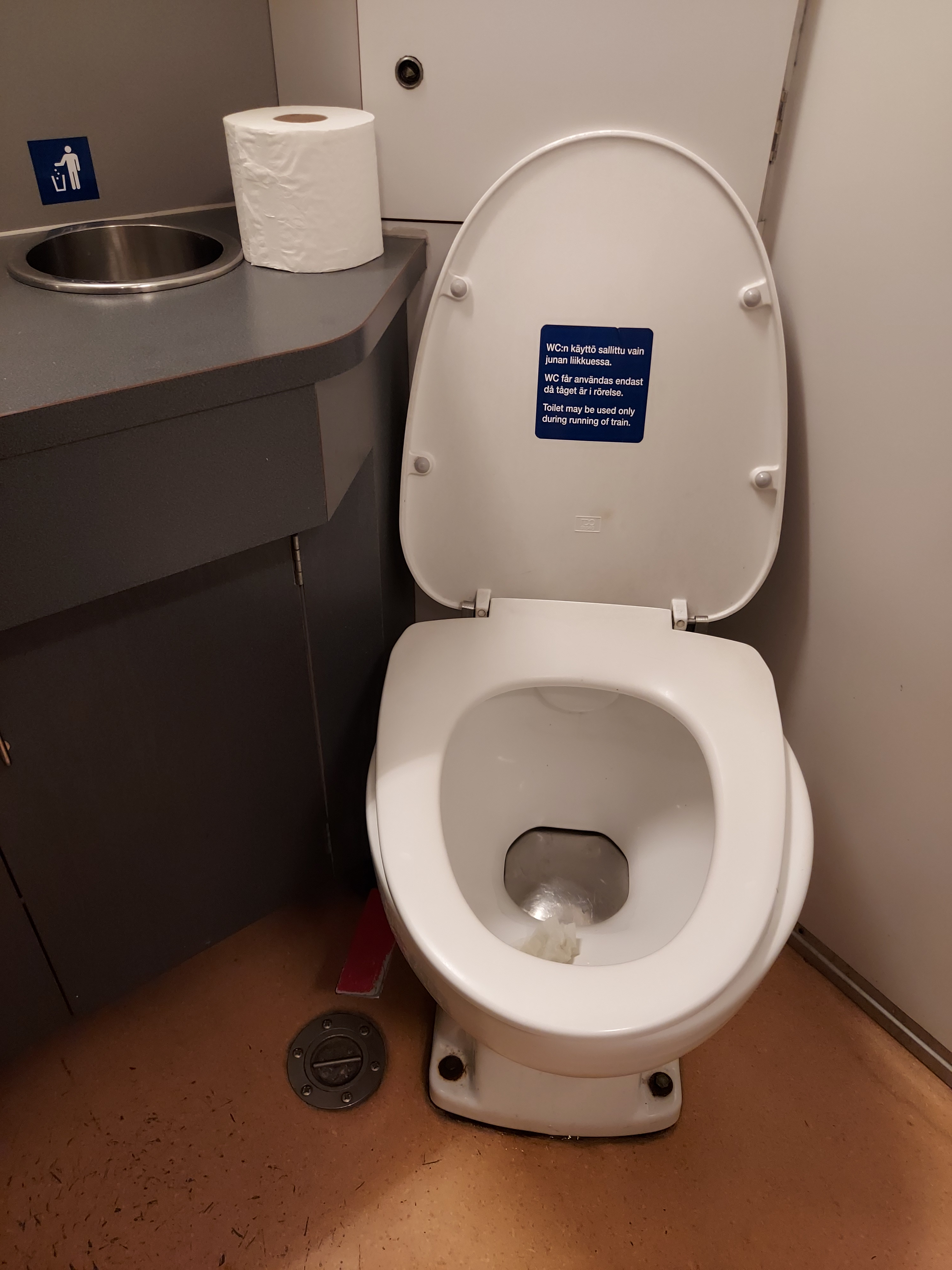
Den mindre toaletten på vagnen